# Purzien
Purzien ist ein Stadtteil von Annaburg in Sachsen-Anhalt, Deutschland. Der Ort liegt an der Landstraße zwischen Schweinitz und Annaburg. 

## Geschichte
In einer von Rudolf I. ausgestellten Schenkungsurkunde aus dem Jahr 1339 wird der Ort erstmals unter dem Namen Bortzin erwähnt. Bis 1815 gehörte der Ort zum Amt Annaburg. 1550 lebten hier 18 besessene Mann, davon elf Anspänner und sieben Gärtner, die unmittelbar dem Amt Lochau unterstanden. Die damalige Schreibweise des Ortsnamens lautete Burtzien.
Die Ortsflur grenzte mit den Städten Schweinitz, Jessen und Lochau sowie den Dörfern Klossa, Löben und der Annaburger Heide.
Purzien war bereits im 16. Jahrhundert eine Filiale der Kirche in Annaburg.
Am 16. Februar 2003 wurde Purzien nach Annaburg eingemeindet.

## Kultur und Sehenswürdigkeiten
- Die im Jahr 1865 errichtete Kirche, deren Vorgängerbau auf das Jahr 1376 datiert wird.